# Monte d’Oro (Schiff)
Die Monte d’Oro ist ein 1991 gebautes Fährschiff der französischen Reederei Corsica Linea.

## Geschichte
Das Schiff wurde im Jahr 1991 für die Reederei SNCM gebaut und auf Strecken vom französischen Festland nach Korsika eingesetzt.
Auf einer Fahrt zwischen Marseille und Porto-Vecchio am 27. Juli 1998 fing die Monte d’Oro im Maschinenraum Feuer und musste in Marseille repariert werden.
Als SNCM 2016 in die Insolvenz ging, wurde die Fähre an ihren heutigen Eigner weitergegeben. Die Monte d’Oro bedient seitdem die Route Marseille – Île-Rousse.

## Name
Das Fährschiff ist nach dem 2.389 Meter hohen korsischen Berg Monte d’Oro benannt.

## Ausstattung
An Bord des Schiffes befinden sich 200 4- oder 2-Bettkabinen, die mit einem eigenen Bad ausgestattet sind. Das Restaurant der Monte d’Oro hat 200 Sitzplätze und befindet sich auf Deck 5. Die Fähre ist ebenfalls mit einer Snack Bar ausgestattet. Das Schiff besitzt einen Spielebereich für Kinder, einen Kickertisch und ein kleines Casino.

## Belege
1. ↑  M/S Monte d’Oro (1991). Abgerufen am 10. September 2021 (schwedisch).
2. ↑  Corsica Linea: Cargo Monte-d'Oro for Marseille - Île-Rousse crossings. Abgerufen am 4. Februar 2024 (britisches Englisch).
3. ↑  Cargo Monte-d'Oro pour les traversées Marseille - Île-Rousse. Corsica Linea, abgerufen am 10. September 2021 (französisch).